# Anello centrale di Mosca
L'Anello centrale di Mosca (in russo Московское центральное кольцо, МЦК?, Moskovskoe central’noe kol’co, MCK), chiamata anche linea 14, è la seconda linea circolare della metropolitana di Mosca. La linea racchiude i quartieri centrali e della prima periferia di Mosca, ad una distanza media di 4/5 km più esterna rispetto alla linea 5, correndo sul percorso del piccolo anello ferroviario di Mosca, una ferrovia a binario singolo costruita in epoca zarista (1902-1908) che è stata completamente ricostruita a doppio binario assieme alle vecchie stazioni presenti sulla linea tra il 2012 e il 2016.

## Storia
Il piccolo anello ferroviario di Mosca, costruito tra il 1902 e il 1908 come linea di raccordo tra le numerose afferenti a Mosca, era una semplice ferrovia a binario singolo che ebbe tuttavia un discreto successo come linea per il trasporto passeggeri fino agli anni '30, con l'apertura dei primi tratti di metropolitana. Nei decenni successivi, fu usata soprattutto come linea adibita quasi esclusivamente per il trasporto merci. Intorno al 2010, con lo sviluppo della città e del traffico automobilistico, che hanno fatto della capitale russa una delle città più congestionate al mondo, si è reso necessario il ripristino del trasporto passeggeri su questa linea. Per decongestionare le arterie cittadine e la linea 5 della metropolitana, ormai inadatta a sostenere flussi di passeggeri sempre crescenti, si è optato al rinnovamento di questa linea che si snoda tra i quartieri della prima periferia della città, posizionando le stazioni in corrispondenza delle stazioni delle varie linee metropolitane e permettendo ai viaggiatori di non dover raggiungere per forza il centro della città per cambiare linea, riducendo i tempi di viaggio anche di 3 volte.

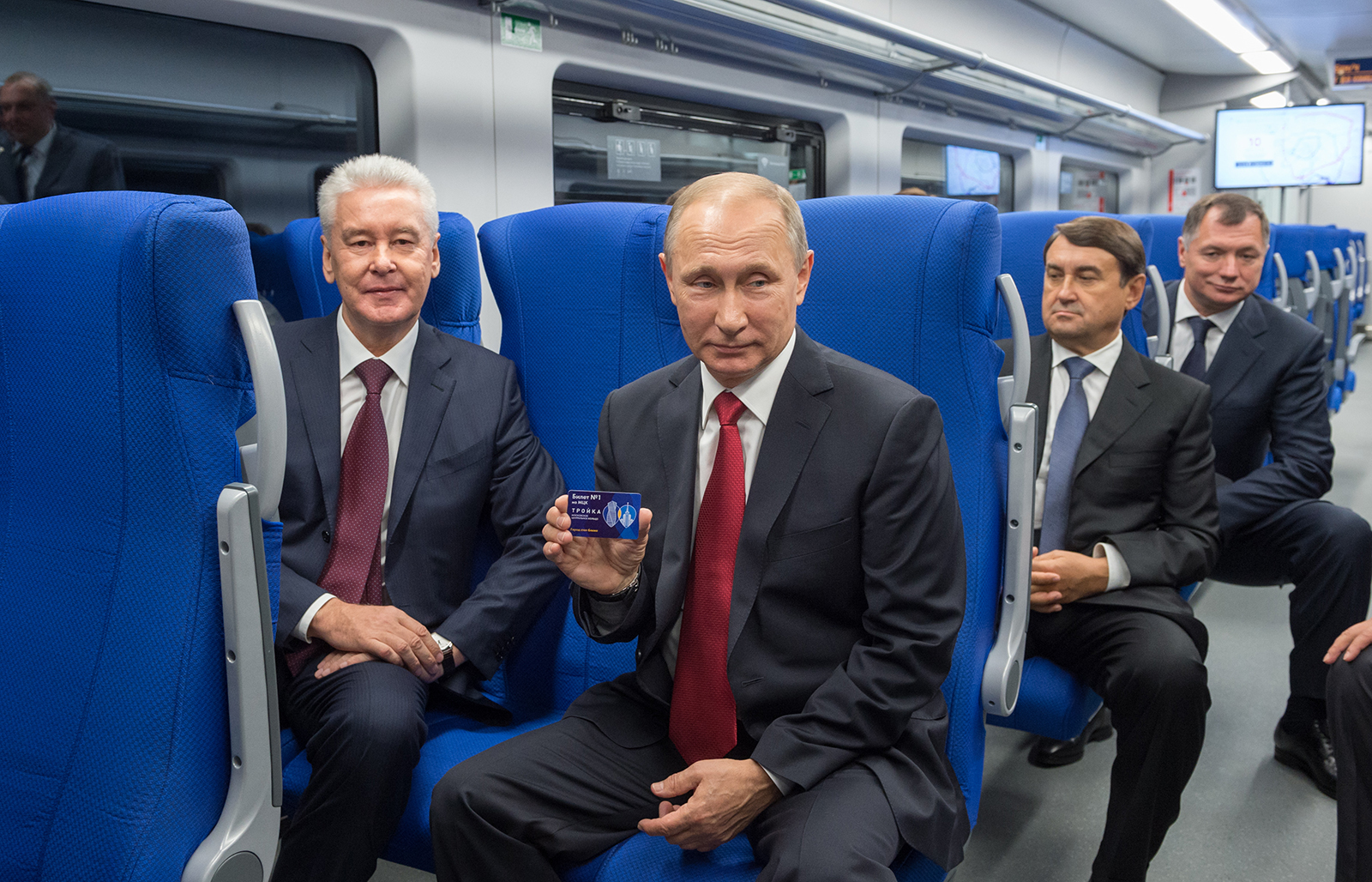
Il Presidente russo Vladimir Putin e il sindaco di Mosca Sergej Sobjanin il giorno dell'inaugurazione della linea.

I lavori di ripristino della linea, costati 212 miliardi di Rubli, sono durati 4 anni (dal 2012 alla prima metà del 2016) e hanno visto il raddoppio dei binari, la ricostruzione di 17 stazioni e la costruzione di altre 14, l'elettrificazione e l'interscambio con le altre linee della metropolitana.
Il 10 settembre 2016 la linea è stata inaugurata alla presenza del Presidente della Federazione Russa, Vladimir Putin e il sindaco di Mosca, Sergej Sobjanin. Nei mesi successivi sono entrate in esercizio tutte e 31 le stazioni della linea.

## Orari, tempi di percorrenza e gestione della linea
La linea è aperta tutti i giorni dalle 6:00 alle 1:00, come vale per il resto della metropolitana. I tempi di frequenza dei treni fino al novembre 2019 variavano dai 10/15 minuti nelle fasce di "morbida", mentre si accorciavano a 5/6 minuti durante le ore di punta, per un totale di 130 treni al giorno. Il tempo di percorrenza dell'intera linea è di circa 90 minuti. Dal novembre 2019, con l'apertura dei diametri centrali di Mosca, la frequenza dei treni è passata a 4 minuti nelle ore di punta (7.30-11.00 nei giorni feriali, 12.30-18.00 in quelli festivi) e 8 minuti nelle restanti ore meno affollate. Per rendere questo intervento possibile, è stato aggiornato il software che regola la circolazione sull'intera linea.
Gestori della linea sono le ferrovie russe, che si occupano della circolazione dei treni e della manutenzione del tracciati, mentre proprietaria delle stazioni è la metropolitana di Mosca.

## Elenco delle stazioni
A differenza della maggioranza delle stazioni della metropolitana di Mosca, quasi tutte le stazioni dell'Anello centrale di Mosca sono in superficie. Di seguito, un breve elenco delle stazioni della linea:
- Okružnaja
- Vladykino
- Botaničeskij sad
- Rostokino
- Belokamennaja
- Bul'var Rokossovskogo
- Lokomotiv
- Izmajlovo
- Sokolinaja Gora
- Šosse Entuziastov
- Andronovka
- Nižegorodskaja
- Novochochlovskaja
- Ugrešskaja
- Dubrovka
- Avtozavodskaja
- ZIL
- Verchnie Kotly
- Krymskaja
- Ploščad Gagarina
- Lužniki
- Kutuzovskaja
- Delovoj centr
- Šelepicha
- Chorošyovo
- Zorge
- Panfilovskaja
- Strešnevo
- Baltijskaja
- Koptevo
- Lichobory

## Materiale rotabile
Il materiale rotabile è costituito da treni ES2G "Lastočka" (rondine), prodotti da Siemens esclusivamente per le ferrovie russe. L'ordine iniziale prevedeva 33 treni, lunghi 130 metri e con una capacità di 1200 passeggeri. In seguito al cambio dei tempi di frequenza nel novembre 2019, i treni che circolano sulla linea sono diventati 51.

## Progetti futuri
Si prevede che per il 2021 la circolazione dei treni verrà automatizzata.

## Galleria d'immagini

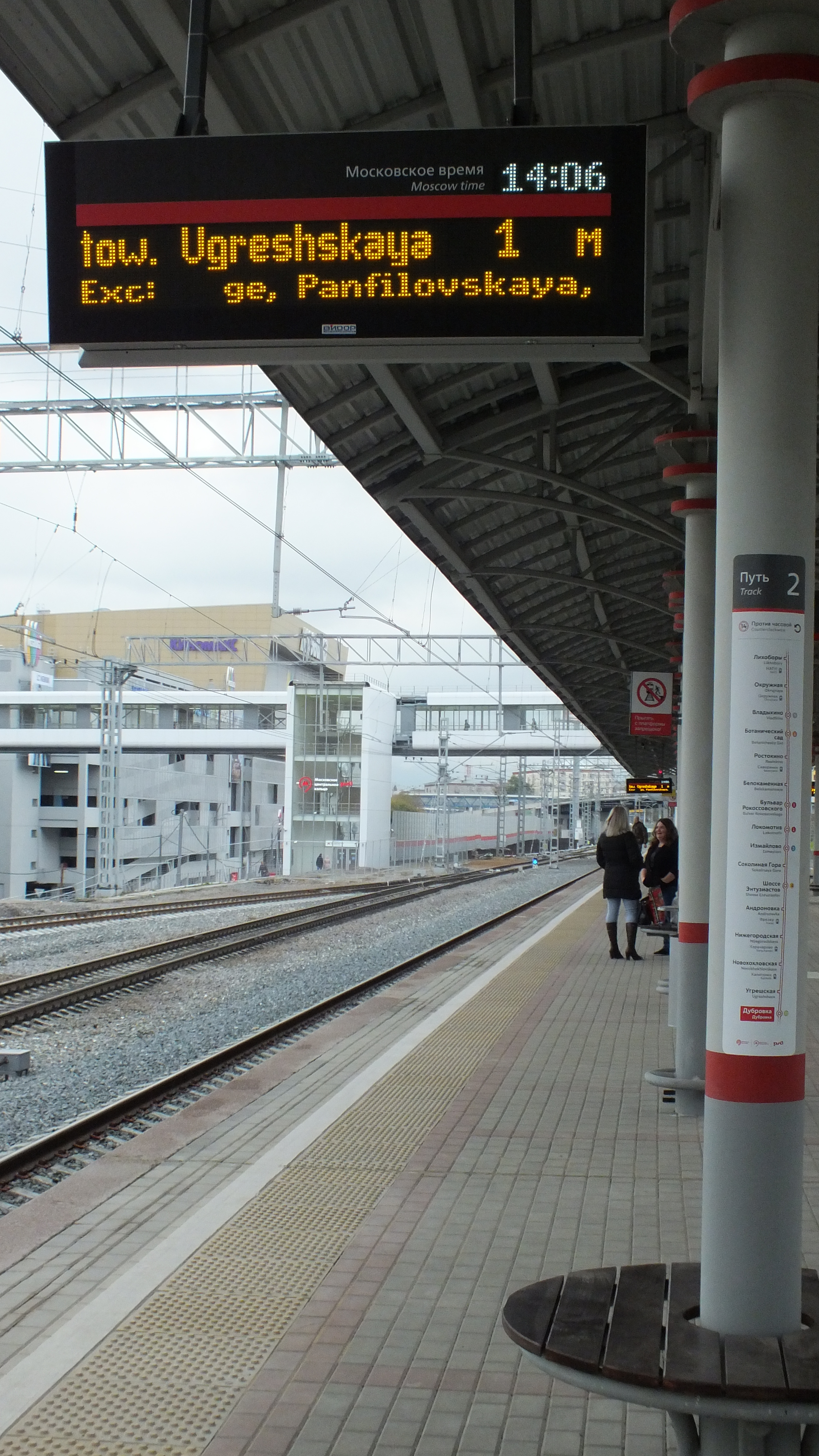
Pannello a messaggio variabile della stazione di Dubrovka
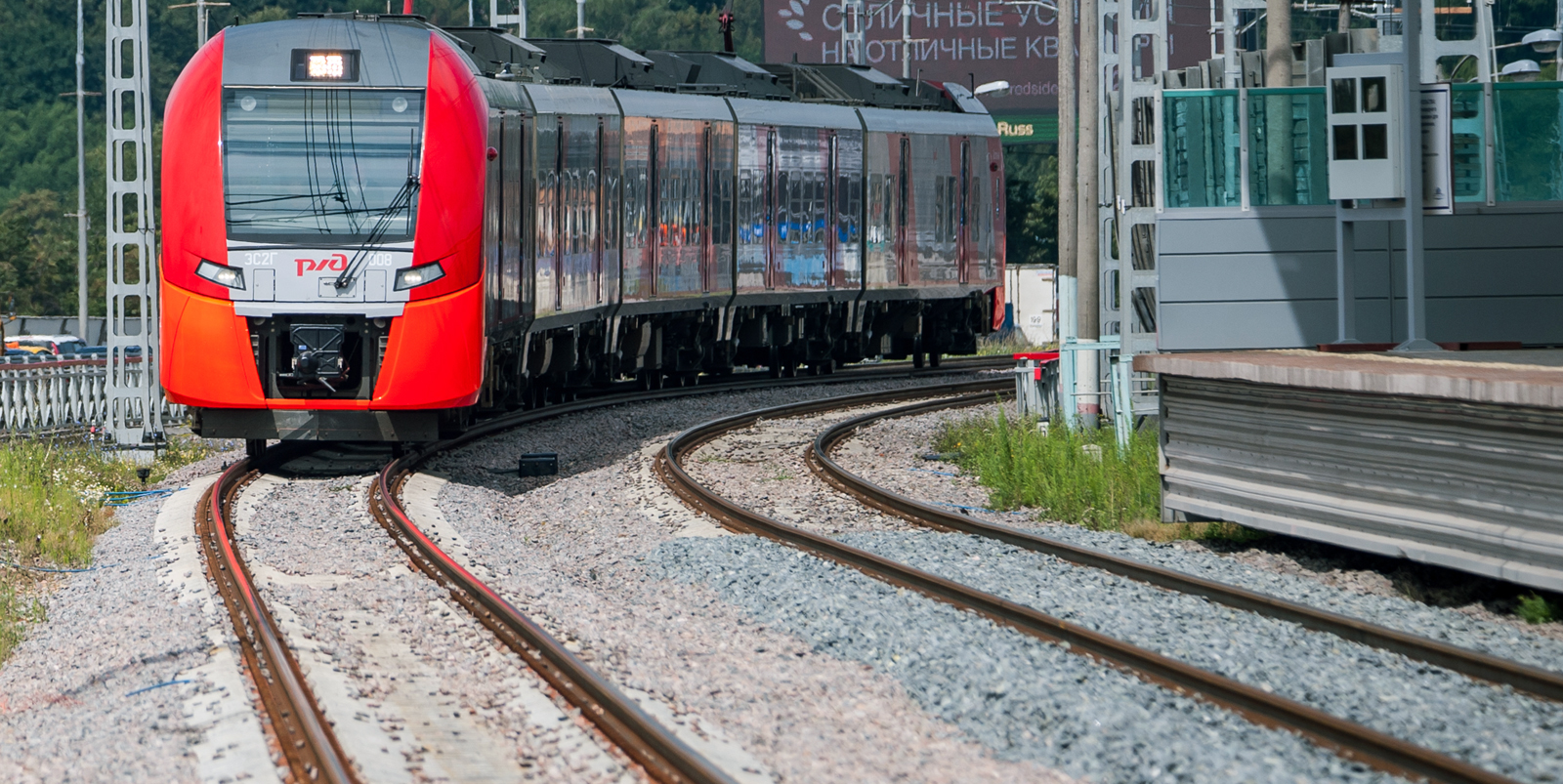
Uno dei 51 treni rondine in servizio sulla linea
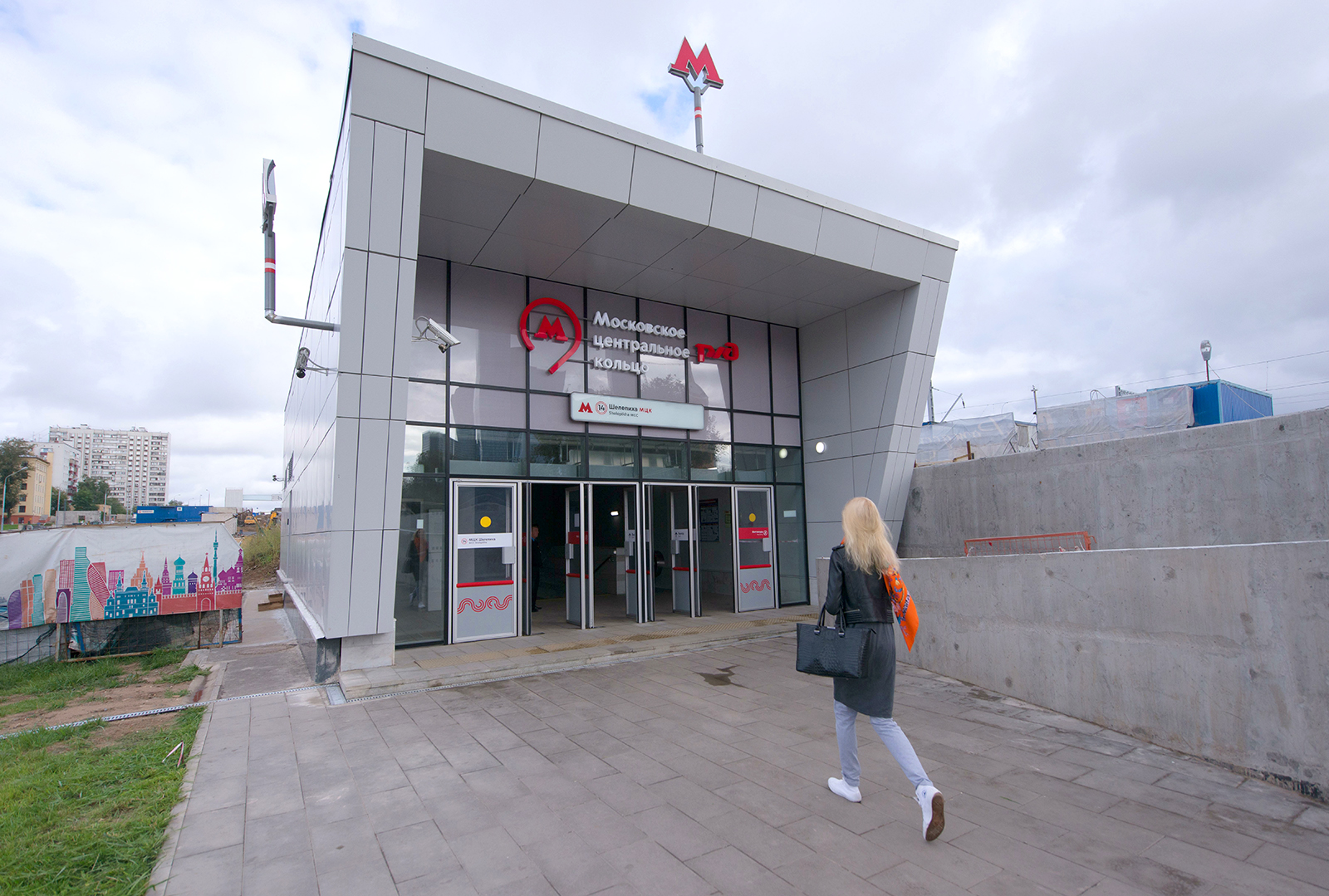
L'entrata della stazione di Šelepicha